# Skavhuggtjärnen (Kalls socken, Jämtland)
Skavhuggtjärnen är en sjö i Åre kommun i Jämtland och ingår i Indalsälvens huvudavrinningsområde.